# Svartsvansvallaby
Svartsvansvallaby (Wallabia bicolor) är ett pungdjur i familjen kängurudjur och den enda arten i sitt släkte. Den skiljer sig från andra vallabyer genom olikartad kroppsbyggnad och skillnader i fortplantningssättet och listas därför inte i släktet Macropus.

## Kännetecken
Djuret har en lång och grov päls. Pälsen har på ryggen och huvudet en röd- till mörkbrun färg, sidorna och buken är orange till svart. Kännetecknande är en vit strimma i ansiktet som sträcker sig från munnen till öronen. Svansen är lång och robust och har en mörk till svart färg förutom spetsen som ofta är vit. Liksom hos andra känguruer är de bakre extremiteterna längre och muskulösare än de främre extremiteterna. Kroppslängden ligger vanligen mellan 67 och 85 cm, svanslängden mellan 64 och 86 cm samt vikten mellan 10 och 20 kg. Hannar är med en genomsnittlig vikt på 17 kg betydligt tyngre än honor (13 kg).

## Utbredning och habitat
Svartsvansvallaby förekommer i östra och sydöstra Australien. Utbredningsområdet sträcker sig från östra Queensland till Victoria och östra South Australia. Habitatet utgörs av träsk och mangroveskogar men även av torra skogar och gräsmark.

## Levnadssätt
Individerna är aktiva på natten och lever ensamma. De har egna revir men dessa är inte tydligt avgränsade från varandra och vid vissa ställen med föda syns flera individer samtidigt. De hoppar på sina bakre extremiteter med huvudet böjt neråt. När de äter går de på fyra fötter. De är växtätare och livnär sig bland annat av gräs, blad och trädens bark eller av odlade växter.

## Fortplantning
Honornas pung har öppningen framåt och fyra spenar. Efter dräktigheten som varar i 33 till 38 dagar föds vanligen ett enda ungdjur, sällan tvillingar. Honan parar sig redan tre till sju dagar före födelsen på nytt. Det nya embryot vilar så länge den äldre syskon dias eller tills den dör. På så sätt minskas tiden mellan födelserna till åtta månader. Ungarna lever 8 till 9 månader i honans pung (marsupium) och blir könsmogna efter cirka 15 månader. Livslängden uppskattas till maximalt 15 år.

## Svartsvansvallaby och människor
Djurets levnadsområde minskades på vissa ställen men allmänt är arten inte sällsynt. IUCN listar den som livskraftig (LC).